# Gitagum
Gitagum is een gemeente in de Filipijnse provincie Misamis Oriental op het eiland Mindanao. Bij de laatste census in 2007 had de gemeente ruim 14 duizend inwoners.

## Geografie

### Bestuurlijke indeling
Gitagum is onderverdeeld in de volgende 11 barangays:
| - Burnay - Carlos P. Garcia - Cogon - Gregorio Pelaez - Kilangit - Matangad | - Pangayawan - Poblacion - Quezon - Tala-o - Ulab |

## Demografie
Gitagum had bij de census van 2007 een inwoneraantal van 14.391 mensen. Dit zijn 869 mensen (6,4%) meer dan bij de vorige census van 2000. De gemiddelde jaarlijkse groei komt daarmee uit op 0,86%, hetgeen lager is dan het landelijk jaarlijks gemiddelde over deze periode (2,04%). Vergeleken met de census van 1995 is het aantal mensen met 3.064 (27,1%) toegenomen.

De bevolkingsdichtheid van Gitagum was ten tijde van de laatste census, met 14.391 inwoners op 43,4 km², 331,6 mensen per km².